# Пожуда (филм)
Пожуда (енгл. Babygirl) амерички је еротски трилер из 2024. у режији и по сценарију Халине Рејен. У филму глуми Никол Кидман као моћна извршна директорка која своју каријеру и породицу ставља на коцку када започне аферу са много млађим стажистом (Харис Дикинсон). Споредне улоге тумаче Софи Вајлд и Антонио Бандерас.
Премијера је приказана 30. августа 2024. на Филмском фестивалу у Венецији, где је Кидман освојила Волпијев пехар за најбољу глумицу. Потом је 10. септембра уследила премијера на Филмском фестивалу у Торонту, док је 25. децембра пуштен у биоскопе. Национални одбор за рецензију филмова га је прогласио једним од десет најбољих филмова из 2024, док је Кидман однела награду за најбољу женску улогу.

## Радња
Угледна пословна жена ставља своју каријеру и породицу на коцку када започне бурну аферу са својим много млађим стажистом.

## Улоге
| Глумац           | Улога        |
| ---------------- | ------------ |
| Никол Кидман     | Роми Матис   |
| Харис Дикинсон   | Самјуел      |
| Антонио Бандерас | Џејкоб Матис |
| Софи Вајлд       | Есме         |